# Доклади на БАН
„Доклади на Българската академия на науките“, накратко „Доклади на БАН“, с подзаглавия „Comptes rendus de l'Académie bulgare des Sciences“ (на френски) и „Proceedings of the Bulgarian Academy of Sciences“ (на английски) е българско научно списание, издание на Българската академия на науките под ISSN на печатното издание 1310-1331 и ISSN на онлайн изданието 2367-5535. „Доклади на БАН“ е едно от най-престижните български списания и от малкото български списания с импакт фактор. Публикува се само на английски език. Съдържанието му е безплатно достъпно онлайн. Печата се в Академичното издателство „Проф. Марин Дринов“.
Официалното му съкращение по ISO е „C. R. Acad. Bulg. Sci“.
В списанието се публикуват статии в областта на астрономията, математиката, физиката, химията, биологията, геологията, геофизиката, науките за космоса, инженерните науки, физическата география, медицината и селскостопанските науки. Право да предлагат за публикуване статии в „Доклади на БАН“ имат академиците на БАН (действителни членове) и член-кореспондентите на БАН (дописните членове).

## История
Историята на списанието започва през 1946 г., когато акад. Георги Наджаков предлага на ръководството на Академията да се издава списание на Природо-математическото отделение на БАН. Предложението на акад. Наджаков е прието и на двамата с акад. Любомир Чакалов е възложено да разработят проект за издаване; отделени са парични средства и работно помещение. За главен редактор на Comptes Rendus на Природо-математическия клон е избран акад. Георги Наджаков. След тази подготовка започва набирането на научни съобщения за Comptes Rendus, тяхното редактиране и през януари 1948 г. в Държавната печатница е отпечатан първият брой на списанието.

## Наукометрични индикатори
| Година | Thomson Reuters Impact Factor | Scopus IPP | SCOPUS SNIP | SCImago Journal Rank (SJR) | Източници   |
| ------ | ----------------------------- | ---------- | ----------- | -------------------------- | ----------- |
| 2013   | 0.198                         | 0.214      | 0.307       | 0.206                      | [ 3 ] [ 4 ] |
| 2012   | 0.211                         |            |             |                            | [ 5 ]       |
| 2011   | 0.210                         |            |             |                            | [ 5 ]       |
| 2010   | 0.219                         |            |             |                            | [ 5 ]       |
| 2009   | 0.204                         |            |             |                            | [ 5 ]       |
| 2008   | 0.152                         |            |             |                            | [ 5 ]       |
| 2007   | 0.110                         |            |             |                            | [ 6 ]       |